# Euroschinus falcatus
Euroschinus falcatus är en sumakväxtart som beskrevs av Joseph Dalton Hooker. Euroschinus falcatus ingår i släktet Euroschinus och familjen sumakväxter. Utöver nominatformen finns också underarten E. f. angustifolia.